# جوزيف ريتشاردسون
جوزيف ريتشاردسون (بالإنجليزية: Joseph Richardson)‏ هو سياسي أمريكي، ولد في 1 فبراير 1778 في الولايات المتحدة، وتوفي في 25 سبتمبر 1871 في نفس البلد. انتخب عضو مجلس النواب الأمريكي.